# Amblyodipsas
Amblyodipsas es un género de serpientes de la familia Crotaphytidae distribuidas por África. Hasta el momento se han reconocido 9 especies. También se las denomina serpientes lustrosas ("glossy snakes"). Se consideran a todas las especies de este género inofensivas, aunque su veneno no ha sido estudiado a profundidad. No deben ser confundidas con las serpientes lustrosas del género Arizona.

## Descripción
Presentan un maxilar muy corto, con cinco dientes seguidos que crecen de tamaño gradualmente y con un colmillo que llega a alcanzar la altura del ojo. La cabeza es pequeña sin poderse distinguir del cuello. Los ojos presentan una pupila redondeada. Los orificios nasales son pequeños y sin internasales. Su cuerpo es cilíndrico. Con escama dorsal suave, sin irregularidades. Corta cola y obtusa.

## Especies
Son:
| Especies          | Autor taxón              | Subespecies   | Nombre común                   | Zona geográfica |
| ----------------- | ------------------------ | ------------- | ------------------------------ | --- |
| A. concolor       | (A. Smith, 1849)         | ————          | Natal purple-glossed snake     | República de Sudáfrica, Swaziland. |
| A. dimidiata      | (Günther, 1888)          | ————          | Mpwapwa purple-glossed snake   | North Tanzania. |
| A. katangensis    | de Witte & Laurent, 1942 | ionidesi      | Katanga purple-glossed snake   | República Democrática del Congo, Zambia. |
| A. microphthalmaT | (Bianconi, 1852)         | ————          | eastern purple-glossed snake   | Mozambique, República de Sudáfrica. |
| A. polylepis      | (Bocage, 1873)           | hildebrandtii | common purple-glossed snake    | Angola, Namibia, Botsuana, República Democrática del Congo, Zambia, Mozambique, Zimbabue, Malaui, República de Sudáfrica, Tanzania, coastal Kenia, Somalia.             |
| A. rodhaini       | (de Witte, 1930)         | ————          | Rodhain's purple-glossed snake | República Democrática del Congo. |
| A. teitana        | Loveridge, 1936          | ————          | Teitana purple-glossed snake   | Kenia |
| A. unicolor       | (J.T. Reinhardt, 1843)   | ————          | western purple-glossed snake   | República Centroafricana, Uganda, Kenia, Tanzania, Costa de Marfil, República Democrática del Congo, Gambia, Senegal, Guinea-Bissau, Guinea, Burkina Faso, Níger, Chad. |
| A. ventrimaculata | (Roux, 1907)             | ————          | Kalahari purple-glossed snake  | Namibia, Botsuana, Zimbabue, Zambia. |